# Nak (település)
Nak község Tolna vármegyében, a Dombóvári járásban.

## Fekvése
Dombóvártól északnyugatra, Lápafő és Attala közt fekvő település. Észak-déli irányban a Kapospula-Lápafő közti 6517-es út halad át rajta, nyugati szomszédjai, Kisgyalán és Gölle felől a 6518-as út vezet a községbe.

## Története
Nak a középkorban a Szák nemzetség tagjainak birtoka volt. 1307 előtt a település az e nemzetség Gyaláni ágához tartozó I. Konrád fiának: I. Istvánnak birtoka volt, aki a falut 1307-ben vejének Kapolyi Istvánnak ajándékozta.
A 20. század elején Tolna vármegye Dombóvári járásához tartozott.

## Híres emberek

### Nakon születtek
- Széles Lajos (1897–1992) feltaláló (Naksol, Irix)
- Bernát János (1910–1964) festőművész
- Bilecz Ferenc (1945) helytörténész, nyelvész

## Közélete

### Polgármesterei
- 1990–1994: Moharos Imre (Agrárszövetség)[3]
- 1994–1998: Döme László (független)[4]
- 1998–2002: Kovácsné Gruber Marianna (független)[5]
- 2002–2006: Kovácsné Gruber Marianna (független)[6]
- 2006–2010: Rácz Róbert (független)[7]
- 2010–2014: Rácz Róbert (független)[8]
- 2014–2019: Rácz Róbert (független)[9]
- 2019–2024: Rácz Róbert (független)[10]
- 2024– : Magyar Attila (független)[1]

## Népesség
1910-ben 1253 lakosából 1245 magyar volt. Ebből 1231 római katolikus, 21 izraelita volt.
A 2011-es népszámlálás során a lakosok 80,1%-a magyarnak, 7% cigánynak, 2,2% németnek, 0,2% románnak mondta magát (19,5% nem nyilatkozott; a kettős identitások miatt a végösszeg nagyobb lehet 100%-nál). A vallási megoszlás a következő volt: római katolikus 58,4%, református 3,6%, evangélikus 0,7%, felekezeten kívüli 11,9% (24,3% nem nyilatkozott).
2022-ben a lakosság 90%-a vallotta magát magyarnak, 4,6% cigánynak, 0,6% németnek, 0,2% bolgárnak, 1,3% egyéb, nem hazai nemzetiségűnek (10% nem nyilatkozott; a kettős identitások miatt a végösszeg nagyobb lehet 100%-nál). Vallásuk szerint 41,7% volt római katolikus, 3,3% református, 0,2% evangélikus, 0,2% görög katolikus, 0,8% egyéb keresztény, 1,9% egyéb katolikus, 14,4% felekezeten kívüli (37,5% nem válaszolt).

### A település népességének változása
| Lakosok száma | 602  | 593  | 594  | 520  | 480  | 469  | 452  |
|               | 2013 | 2014 | 2015 | 2021 | 2022 | 2023 | 2024 |